# Colin Cooper
Pour les articles homonymes, voir Cooper.
Colin Cooper, né le 28 février 1967 à Durham (Angleterre), est un footballeur anglais, qui évoluait au poste de défenseur à Nottingham Forest et en équipe d'Angleterre.
Cooper n'a marqué aucun but lors de ses deux sélections avec l'équipe d'Angleterre en 1995.

## Carrière
- 1984-1991 : Middlesbrough FC
- 1991-1993 : Millwall FC
- 1993-1998 : Nottingham Forest
- 1998-2004 : Middlesbrough FC
- 2004 : Sunderland AFC  (prêt)
- 2004-2006 : Middlesbrough FC

## Palmarès

### En équipe nationale
- 2 sélections et 0 but avec l'équipe d'Angleterre en 1995.

### Avec Middlesbrough
- Finaliste de la Full Members Cup en 1990.